# Małgorzata Ebner
Małgorzata Ebner, właśc. niem. Margareta lub Margarete Ebner (ur. w 1291 w Donauwörth, zm. 20 czerwca 1351 w Mödingen) – bawarska mistyczka oraz dominikanka, dziewica i błogosławiona Kościoła rzymskokatolickiego.
Pochodziła z arystokratycznej rodziny. W wieku 15 lat wstąpiła do klasztoru dominikanek pod wezwaniem Wniebowzięcia NMP w Mödingen (niem. Kloster Mödingen lub Kloster Maria Medingen) w diecezji augsburskiej. Tam ciężko zachorowała i została przykuta do łóżka. W 1332 poznała księdza Henryka z Nördlingen, swojego przewodnika duchowego, na którego polecenie zapisywała swoje mistyczne doświadczenia w dzienniku, zwanym Revelationes lub Diarium Małgorzata Ebner napisała również zbiór medytacji znany jako Paternoster. Korespondowała z dominikaninem i mistykiem nadreńskim Janem Taulerem a także dominikanką i mistyczką Krystyną Ebner (zm. 1356) zaangażowaną w sprawę Ludwika Bawarskiego, który popadł w konflikt z papieżem Janem XXII.
Zmarła 20 czerwca 1351 roku w opinii świętości mając 60 lat.
Jej kult, jako błogosławionej, potwierdził papież Jan Paweł II w dniu 24 lutego 1979 roku (dekret Confirmatio cultus).